# Industriekeramiker Modelltechnik
Der Industriekeramiker Modelltechnik ist in Deutschland ein staatlich anerkannter Ausbildungsberuf nach Berufsbildungsgesetz.

## Ausbildungsdauer und Struktur
Die Ausbildungsdauer zum Industriekeramiker Modelltechnik beträgt in der Regel drei Jahre. Die Ausbildung erfolgt an den Lernorten Betrieb und Berufsschule.
Der Ausbildungsberuf ist in einer gemeinsamen Ausbildungsordnung mit drei weiteren Ausbildungsberufen verordnet:
- Industriekeramiker Anlagentechnik
- Industriekeramiker Dekorationstechnik und
- Industriekeramiker Verfahrenstechnik.

Das erste Ausbildungsjahr ist in allen vier Ausbildungsberufen identisch. Im zweiten und dritten Ausbildungsjahr werden spezifische Qualifikationen vermittelt.

## Entstehungsgeschichte
Mit der Neuordnung der Ausbildungsberufe für die keramische Industrie wurden einige ältere Ausbildungsberufe aufgehoben und in die neuen Berufe integriert. So flossen die Inhalte des Industriekeramikers in der Fachrichtung Mechanik in den Industriekeramiker Anlagentechnik.
Der Industriekeramiker in der Fachrichtung Formgebung floss gemeinsam mit dem Kerammodelleinrichter in den Industriekeramiker Verfahrenstechnik und den Industriekeramiker Modelltechnik. In diesen Beruf flossen auch Inhalte des Kerammodelleurs mit ein.
Der Glas- und Kerammaler ging im Industriekeramiker Dekorationstechnik sowie im Glasveredler auf.

## Arbeitsgebiete
Industriekeramiker Modelltechnik fertigen Modelle und Einrichtungen für die Formenherstellung an. Sie betreuen die Produkte aus Porzellan, Gebrauchs- oder Zierkeramik, Sanitär- und Baukeramik über den gesamten Entwicklungsprozess. Dazu führen sie qualitätserhöhende oder qualitätssichernde Maßnahmen durch, bis das Produkt in einem verkaufsfähigen Zustand ist. Industriekeramiker Modelltechnik fertigen Entwürfen und Zeichnungen an und stellen daraus Modelle aus Gips und Kunststoff für die Produktion her.

## Berufsschule
Für diesen Beruf existieren in Deutschland nur zwei Berufsschulen, die Staatliche Berufsschule in Höhr-Grenzhausen und die Berufsschule in Selb.

## Auszeichnungen
Im Jahr 2009 absolvierte eine junge Frau ihre Ausbildung bei der Firma BHS Tabletop als Industriekeramikerin Modelltechnik mit „sehr gut“ und wurde als beste Auszubildende ihres Jahrgangs in einer bundesweiten Veranstaltung des DIHK ausgezeichnet.

## Weiterbildungsmöglichkeiten
- Industriemeister Fachrichtung Keramik
- Techniker Fachrichtung Keramiktechnik
- Fachhochschule im Bereich Glas, Keramik und/oder Bindemittel